# Leucochrysa ramosa
Leucochrysa ramosa är en insektsart som först beskrevs av Navás 1917.  Leucochrysa ramosa ingår i släktet Leucochrysa och familjen guldögonsländor. Inga underarter finns listade i Catalogue of Life.